# Itep
Itep (griechisch Itos; arabisch Edfa) ist die altägyptische Bezeichnung einer Siedlung sechs Kilometer nordwestlich des heutigen Sohag, die im neunten oberägyptischen Min-Gau auf der westlichen Seite des Nils lag. Die teilweise veränderte Schreibung in hieratischer Schrift lässt auch eine Lesung des Ortes als Idep möglich erscheinen. Nicht weit entfernt befand sich auf der östlichen Seite des Nils Chemmis, der Kultort des Horus von Chemmis.

## Hintergrund

### Bedeutung als Kultort
Einer Inschrift an der Außenmauer des Tempels von Edfu ist zu entnehmen, dass Itep Kultort des Horus Iunmutef war. An der Südwand des Pronaos ist Horus Iunmutef in diesem Zusammenhang als „Reiniger vom großen Haus des Horus, der in seiner Barke von Itep ist“ an der Spitze des Geleitzuges für Horus zu sehen.
Aus den Darstellungen auf der Nordwand des Mammisi von Dendera sind weitere Hinweise zum Ort Chemnis erhalten, die eine Zuordnung von Itep in unmittelbarer Nähe zu Chemnis erlaubten. Ergänzend führt Osiris den Titel „Herr von Itep“.
Auf mehreren Ostraka, die im heutigen Edfa gefunden wurden, war die griechische Schreibung Itos/Itou zu sehen, die sich aus dem ägyptischen Itep ableitete und die Wurzel für den arabischen Namen Edfa bildete. Zusätzlich wird auf zweien dieser Ostraka ein Geflügelzüchter „Horo(n)mephis“ genannt. Sein Name stellt die gräzisierte Form des „Horus Iunmutef“ dar.

### Ortsgründung
Das Determinativ „njwt“ lässt Rückschlüsse auf das Alter des Ortes zu, da es sich bei „njwt-Orten“ mit volkstümlichem Namen um bereits seit langem bestehende Siedlungen und dazugehörige Felder handelt. Teilerträge aus der Landwirtschaft flossen in der Regel in die königliche oder private Totenopferversorgung.
Die Entstehungszeit des Ortes reicht daher mindestens bis zum Anfang der 4. oder 5. Dynastie zurück. Ein Tempel des Horus Iunmutef konnte bislang in dieser Gegend archäologisch nicht nachgewiesen werden.